# Akalathimmanahalli, Chik Ballapur
Akalathimmanahalli là một làng thuộc tehsil Chik Ballapur, huyện Kolar, bang Karnataka, Ấn Độ.